# 硝酸氯
硝酸氯是存在於大气平流层中一种重要气体，化學式為ClNO3。它是導致臭氧消耗的重要氯源。

## 化學性質
硝酸氯与金属、金属氯化物、醇、醚和多数有机化合物發生剧烈反应并可能爆炸。受热分解會放出有毒的Cl2和NOx。

## 製備和反應
硝酸氯的制备方法是在0 °C下由一氧化二氯与五氧化二氮反应：
Cl2O + N2O5 → 2 ClONO2
或由一氟化氯與硝酸反應：
ClF + HNO3 → HF + ClONO2
它還可以與烯烴發生反應：
(CH3)2C=CH2 + ClONO2 → O2NOC(CH3)2CH2Cl
硝酸氯与金属氯化物反应可得到无水硝酸盐：
4 ClONO2 + TiCl4 → Ti(NO3)4 + 4 Cl2